# Los Lunas, New Mexico

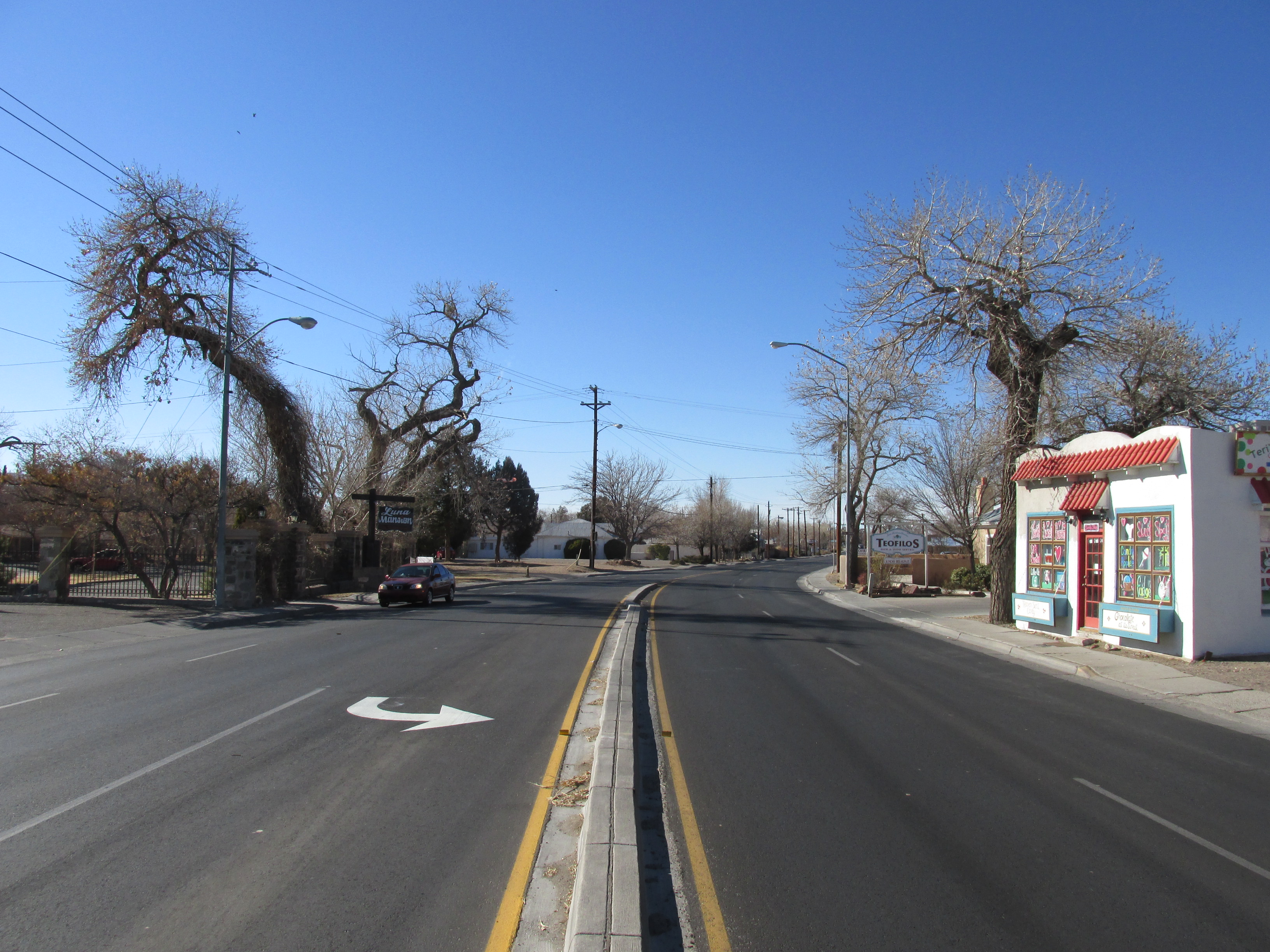

Los Lunas (spaniolă Lunile)  este o municipalitate și o localitate cu statutul administrativ de sat (în engleză Village) și sediul comitatului Velencia, statul New Mexico din Statele Unite ale Americii.